# バーバー郡 (ウェストバージニア州)
バーバー郡（英: Barbour County）は、アメリカ合衆国ウェストバージニア州の中央部北東に位置する郡である。2010年国勢調査での人口は16,589人であり、2000年の15,557人から6.6%増加した。郡庁所在地はフィラピー市（英: Philippi、発音: 'FILL-uh-pea'、人口2,966人）であり、同郡で人口最大の都市でもある。バーバー郡はバージニア州時代の1843年に設立された。郡庁所在地のフィラピーは1844年に認証された。郡名もフィラピーの市名もフィリップ・ペンドルトン・バーバー（1783年-1841年）に因んで名付けられた。バーバーはバージニア州選出のアメリカ合衆国下院議員、同下院議長およびアメリカ合衆国最高裁判所陪席判事を務めた。1871年、郡領域の小部分が隣接するタッカー郡に移管された。
南北戦争の1861年6月3日、フィラピーの戦い、別名フィラピー競走が郡内で戦われた。小さな戦闘ではあったが、この戦争で初の陸上での戦いと考えられている。
バプテスト教会の教育機関であるアルダーソン・ブローダス・カレッジが郡内にある。このカレッジの医師助手育成過程は世界でも古いものであり、しっかりと確立されてきた。

## 歴史

### 入植と郡の設立
バーバー郡となった地域最初の白人開拓地は1780年に、リチャード・タルボットとその兄弟のコッテラルおよび姉妹のチャリティが、後にフィラピーの町となった場所から3マイル (5 km) 下流に設立したものである。当時この地域はバージニア州モノンガリア郡に属していた。この地域にはインディアンによる恒久的な定住地が無かったので、インディアンとの抗争も比較的少なかった。それでもタルボット一家は何度かその家産から立ち去る必要性に迫られ、2回はアリゲイニー山地より東に戻る必要があったが、その度に戻ってきた。この一家でインディアンの攻撃によって殺された者は出なかった。
バーバー郡となった地域はその後、ハリソン郡、ルイス郡、ランドルフ郡と所属先を変えた。バーバー郡は最終的に1843年に設立され、郡名はバージニア州の政治家フィリップ・ペンドルトン・バーバー（1783年-1841年）に因んで名付けられた。フィラピーの町は元々、「アングリンズフォード」や「ブースフェリー」と呼ばれていたが、同年に区画が決められ、命名され、郡庁所在地になった。1844年には認証された。1850年代には、フィラピーの町のビバリー・フェアモント・ターンパイクにフィラピー屋根付き橋が建設されて、旅人の用に供するようになり、郡の人口は1万人に近付いていた。

### 南北戦争
1861年6月3日、南北戦争で初の陸上での戦いとなった戦闘が郡内で起こった。このとき町に宿営していた南軍兵士が大急ぎで退却したので、後に「フィラピー競走」と皮肉られるようになった。毎年6月に町で開催される「ブルー・アンド・グレイ・リユニオン」でこの戦いが再現されている。
6月3日夜明け、北軍ベンジャミン・フランクリン・ケリー大佐とエベネザー・デュモン大佐の指揮する、総勢は恐らく3,000名の2部隊がグラフトンから到着し、南軍ジョージ・A・ポーターフィールド大佐の指揮する武装もお粗末な新兵約800名を攻撃した。北軍はその前夜に激しい風雨の中を行軍して夜明け前に着いたばかりだった。その急襲で眠っていた南軍兵を起こした。南軍兵は前進してくる北軍兵に対して数発の銃弾を放った後、戦列を乱し、南に向かって狂ったように走り始めた。ある者はまだ寝間着を着ていた。
この比較的流血の少ない戦闘に北軍が勝利したことで、北軍の若き少将ジョージ・マクレランに脚光が浴びせられ、まもなく北軍の総司令官を任された。さらにバージニア州西部では脱退に反対する声が強くなる切っ掛けにもなった。この数日後のホイーリングではホイーリング会議が開催され、バージニア州の脱退条例を無効化し、フランシス・H・ピアポントを新しく知事に指名した。この出来事からウェストバージニア州が新たな州を作る動きの始まりとなった。

### その後の歴史
19世紀後半を通じてバーバー郡の経済とインフラは着実に成長したが、緩りだった。最初の鉄道が近くのグラフトンまで開通したのは1852年だったが、郡内に狭軌鉄道が敷かれたのは1880年代であり、広軌鉄道は1890年代になってからだった。
1990年、民間の開発業者が、その後の30年間で郡内の埋め立て場に州外からのゴミを受け入れれば、郡民に年間400ないし600万米ドルを提供すると申し出た。これが実行されれば、月間最大20万トンのゴミが運び入れられることになっていた。当時の郡の年間予算は僅か100万米ドルだったが、郡民はこの提案を拒絶した。

## 地理

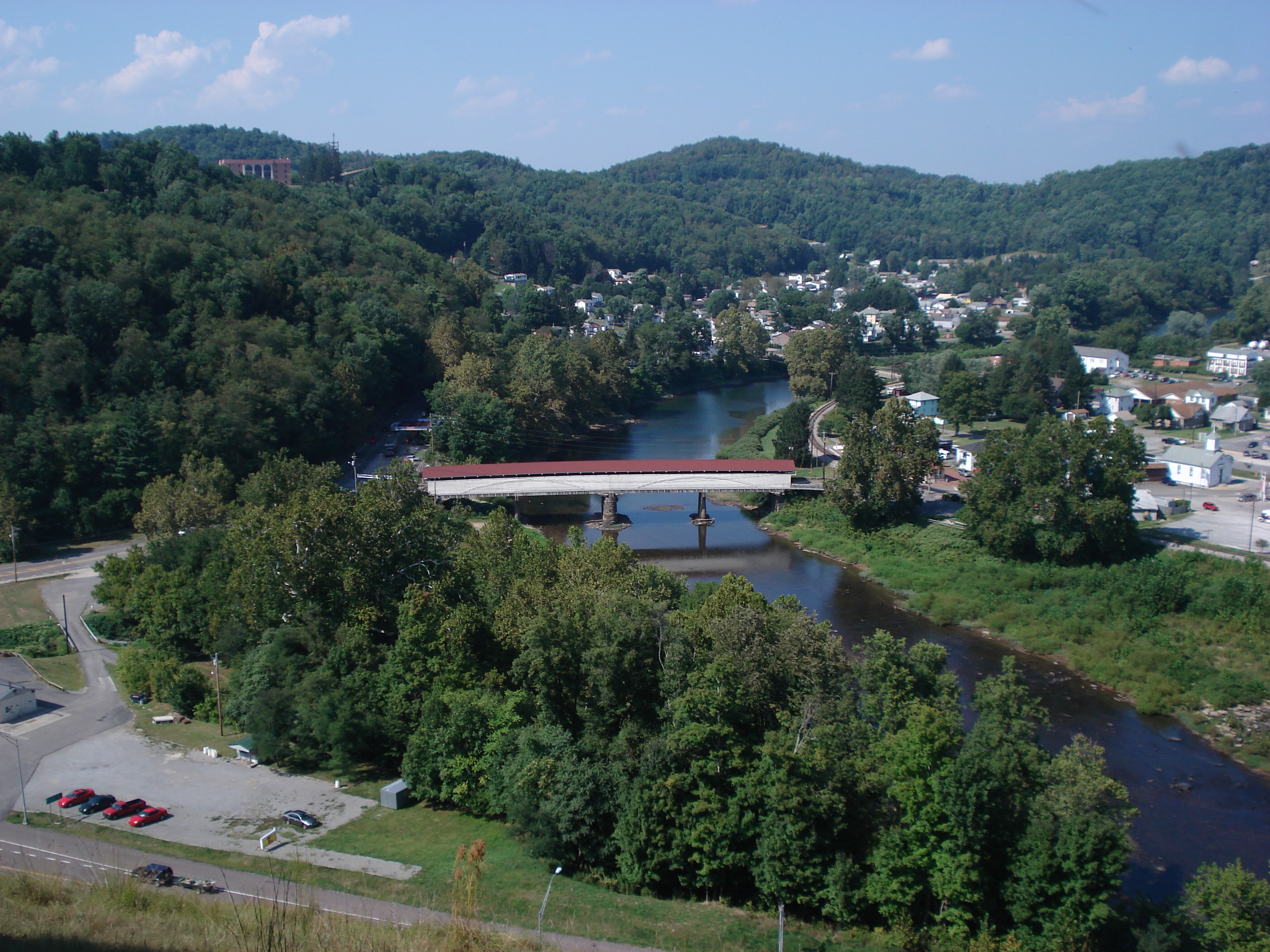
郡庁所在地フィラピーの眺め、中央はタイガートバレー川に架かる屋根付橋、左上の丘がバトルヒルであり、その上にアルダーソン・ブローダス・カレッジの管理棟と礼拝堂が見える

バーバー郡はアリゲイニー山地の西端にあるアルゲイニー台地に位置している。郡東端にあるローレル山がその代表的なものである。郡の大半は北から南に横切るタイガートバレー川に排水される。この川沿いにフィラピー、ベリントン、ジュニアという3つの大きな町がある。その支流としては、ティーター・クリーク、ローレル・クリーク、ハッカーズ・クリーク、バックハノン川、ウェストフォーク川がある。郡の西にある一部はエルク・クリークからミドルフォーク川に流れる。郡内唯一の州立公園であるオードラ州立公園がミドルフォーク川沿い、郡南西隅にある。ティータークリーク湖野生生物管理地域がその川沿いにあり、湖はその東部である。上記の水流は全てモノンガヘラ川の流域に入っている。
アメリカ合衆国国勢調査局に拠れば、郡域全面積は343平方マイル (888.4 km2)であり、このうち陸地341平方マイル (883.2 km2)、水域は2平方マイル (5.2 km2)で水域率は0.57%である。

### 管理地区
バーバー郡は8つの管理地区に分かれている。すなわち、バーカー、コーブ、エルク、グレイド、フィラピー、プレザント、ユニオン、バレーの各地区である。フィラピー地区は4つの区に分けられている。しかし、ベリントンの町はバレー地区の第1区と第2区、およびバーカー地区の第3区と第4区に分けられている。
| - アメリカ国道119号線 - アメリカ国道250号線 - ウェストバージニア州道20号線 - ウェストバージニア州道38号線 - ウェストバージニア州道57号線 - ウェストバージニア州道76号線 - ウェストバージニア州道92号線 | - テイラー郡 - 北 - タッカー郡 - 東 - ランドルフ郡 - 南東 - アップシャー郡 - 南西 - ハリソン郡 - 西 - プレストン郡 - 北西 |

## 人口動態
以下は2000年国勢調査による人口統計データである。
| 基礎データ - 人口: 15,557人 - 世帯数: 6,123 世帯 - 家族数: 4,365 家族 - 人口密度: 18人/km2（46人/mi2） - 住居数: 7,348軒 - 住居密度: 8軒/km2（22軒/mi2） 人種別人口構成 - 白人: 97.36% - アフリカン・アメリカン: 0.49% - ネイティブ・アメリカン: 0.71% - アジア人: 0.26% - 太平洋諸島系: 0.02% - その他の人種: 0.12% - 混血: 1.03% - ヒスパニック・ラテン系: 0.47% 年齢別人口構成 - 18歳未満: 23.0% - 18-24歳: 9.4% - 25-44歳: 26.8% - 45-64歳: 25.2% - 65歳以上: 15.6% - 年齢の中央値: 39歳 - 性比（女性100人あたり男性の人口） - 総人口: 96.7 - 18歳以上: 92.0 | 世帯と家族（対世帯数） - 18歳未満の子供がいる: 30.1% - 結婚・同居している夫婦: 57.2% - 未婚・離婚・死別女性が世帯主: 10.3% - 非家族世帯: 28.7% - 単身世帯: 25.1% - 65歳以上の老人1人暮らし: 12.6% - 平均構成人数 - 世帯: 2.47人 - 家族: 2.94人 収入と家計 - 収入の中央値 - 世帯: 24,729米ドル - 家族: 29,722米ドル - 性別 - 男性: 24,861米ドル - 女性: 17,433米ドル - 人口1人あたり収入: 12,440米ドル - 貧困線以下 - 対人口: 22.6% - 対家族数: 18.4% - 18歳未満: 32.0% - 65歳以上: 16.7% |

## 経済
郡内の主要な雇用は医療と社会サービス部門、小売業、教育、宿泊と飲食サービス、製材と木工品、トラック輸送と建設業である。最大雇用主はアルダーソン・ブローダス・カレッジとブローダス病院である。
昔から瀝青炭の採鉱が重要な産業だった。露天掘りに比べて地下掘りでは7倍の量を産出した。天然ガスと石油はそこそこの雇用を生んでいる。製材と木工品の卸売業もある。郡はウェストバージニア硬木同盟帯のメンバーである。卵の生産や馬の飼育も盛んだが、主要農産物は家畜、飼料、酪製品、果樹である。

## 都市と町

### 法人化市と町
- ベリントン町
- ジュニア町
- フィラピー市 - 郡庁所在地

次のリストは郡内の未編入町であるが、これで全てではない。

### 未編入の町
| - アダランド - アーデン - オードラ - ベアマウンテン - ベリーバーグ - ベリーバーグジャンクション - ボールダー - ブラウントン - カルフーン - キャロルトン | - センチュリー - センチュリージャンクション - クロード - クレムタウン - コーダークロッシング - コーリー - コーブラン - ダートムーア - デント - エルクシティ | - フィネガンフォード - ゲイジ - ギャロウェイ - ホール - ホープウェル - インディペンデンス - ジョーンズ - カラマズー - カッソン - カート | - ランツ - ロングビュー - マンスフィールド - メドウビル - メリデン - ミドルフォーク - モーツビル - マウントリバティ - マーフィ - ネスタービル | - オーバーフィールド - ピールツリー - ペパー - プレジャーバレー - ストリングタウン - テイシー - タルボット - タイガートジャンクション - ユニオン - バレーベンド | - バレーファーニス - バノイズミル - ボルガ - ウィーバーコミュニティ - ウェリントンハイツ - ワーナー - ウェストジュニア |